# Коллинз, Айлин
Айли́н Мари Ко́ллинз (англ. Eileen Marie Collins; род. 19 ноября 1956, Элмайра, Нью-Йорк) — американская астронавтка, полковник в отставке Военно-воздушных сил США, бывший военный преподаватель и лётчик-испытатель. Коллинз вошла в историю как первая (в порядке эксперимента) женщина, которая стала пилотом и командиром «Спейс шаттла». Была награждена несколькими медалями за свою работу. Провела в космосе за 4 полёта 36 суток, 8 часов, 10 минут и 8 секунд. Покинула НАСА 1 мая 2006 года.

## Образование
- 1974 год — Свободная академия в городе Элмайра (штат Нью-Йорк, США)
- 1978 год — Сиракузский (Сиракьюсский) университет в городе Сиракьюс штата Нью-Йорк, США (бакалавр в области математики и экономики)
- 1986 год — Стэнфордский университет (магистр в области экономики)
- 1989 год — Вебстерский университет в городе Вебстер-Гроувс штата Миссури, США (магистр в области космических систем управления)
- 1990 год — школа летчиков-испытателей на авиабазе Эдвардс (штат Калифорния, США).

## Служба в ВВС США
- 1979 год — проходила лётную подготовку на авиабазе Вэнс (штат Оклахома, США).
- 1979—1982 годы — инструктор на авиабазе Вэнс.
- 1983—1985 годы — пилот транспортного самолёта «С-141» и инструктор на авиабазе Трэвис (штат Калифорния, США).
- 1986 год — проходила обучение в Технологическом институте ВВС США.
- 1986—1989 годы — преподаватель в Академии ВВС США.

В качестве пилота транспортного самолёта участвовала во вторжении на Гренаду в октябре 1983 года. Общий налёт более 500 часов на самолётах 30 типов.

## Полёты

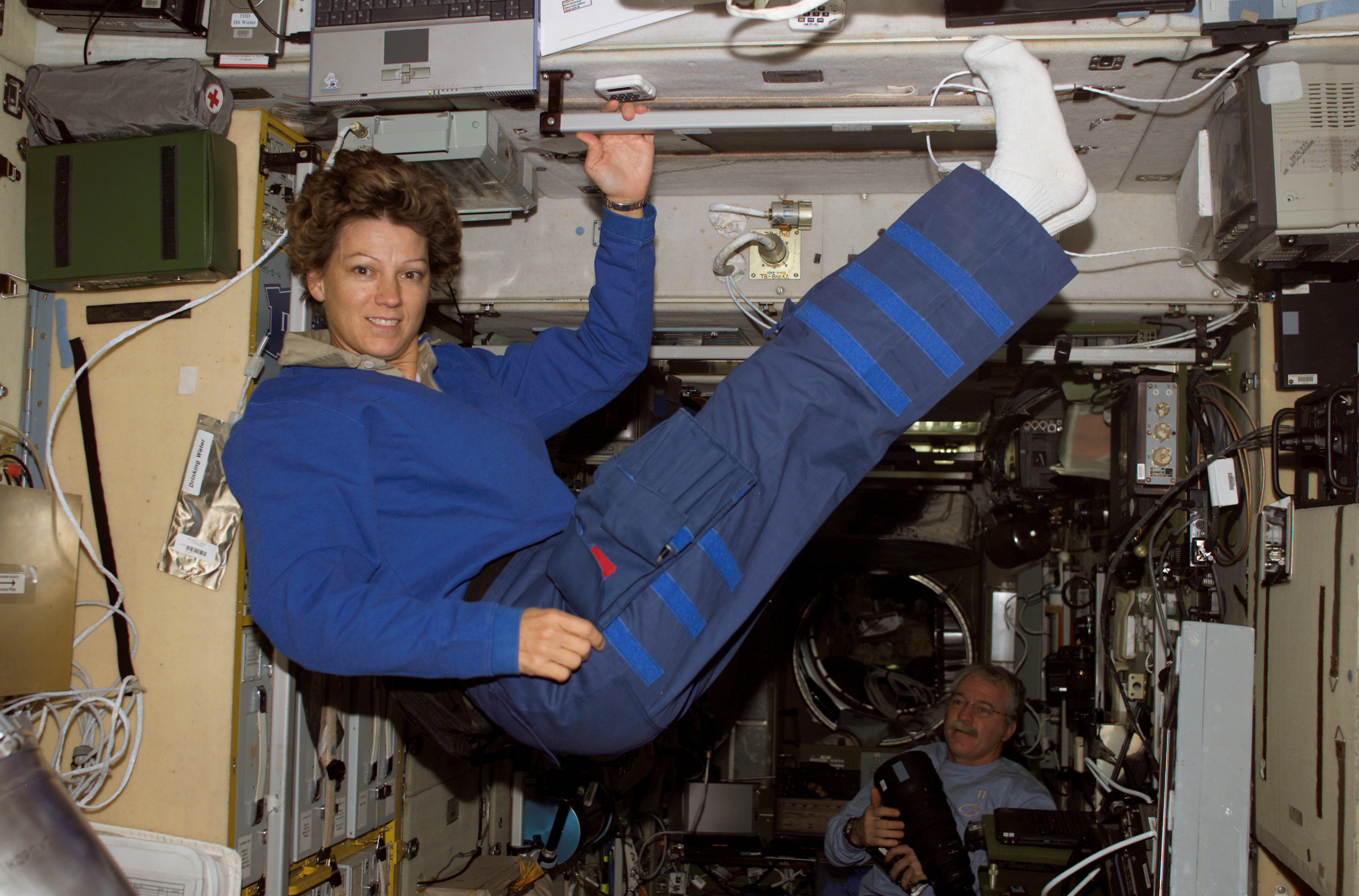
Коллинз в модуле Звезда

Коллинз была отобрана в группу кандидатов в астронавты в 1992 году и в своем первом полёте STS-63 в 1995 году управляла как пилот Спейс Шаттлом Дискавери, который стыковался с российской космической станцией Мир. За успешный полёт в качестве первой женщины — пилота шаттла Коллинз удостоилась награды, известной как Трофей Хармона. Кроме того, она была пилотом на STS-84 в 1997 году.
Коллинз также стала первой женщиной — командиром американского космического корабля Спейс шаттл Колумбия — STS-93, который стартовал в июле 1999 года и вывел на орбиту телескоп «Чандра».
Коллинз командовала миссией STS-114 — «возвращение к полётам». Полёт проверял повышенные меры безопасности и пополнял запасы Международной космической станции. Шаттл стартовал 26 июля 2005 года и приземлился 9 августа 2005 года. Во время миссии STS-114 Коллинз стала первым астронавтом, который совершил манёвр, известный как «кувырок» шаттла на 360 градусов. Астронавты с борта МКС сделали фотографии «живота» шаттла, чтобы проверить, не возникнет ли при возвращении шаттла угроза из-за отвалившихся термозащитных плиток.
1 мая 2006 года Коллинз объявила, что покинет НАСА, чтобы проводить больше времени со своей семьёй и заняться другой деятельностью. После отставки из НАСА была аналитиком программы Шаттл, освещающей старты и приземления в CNN.

## Личная жизнь

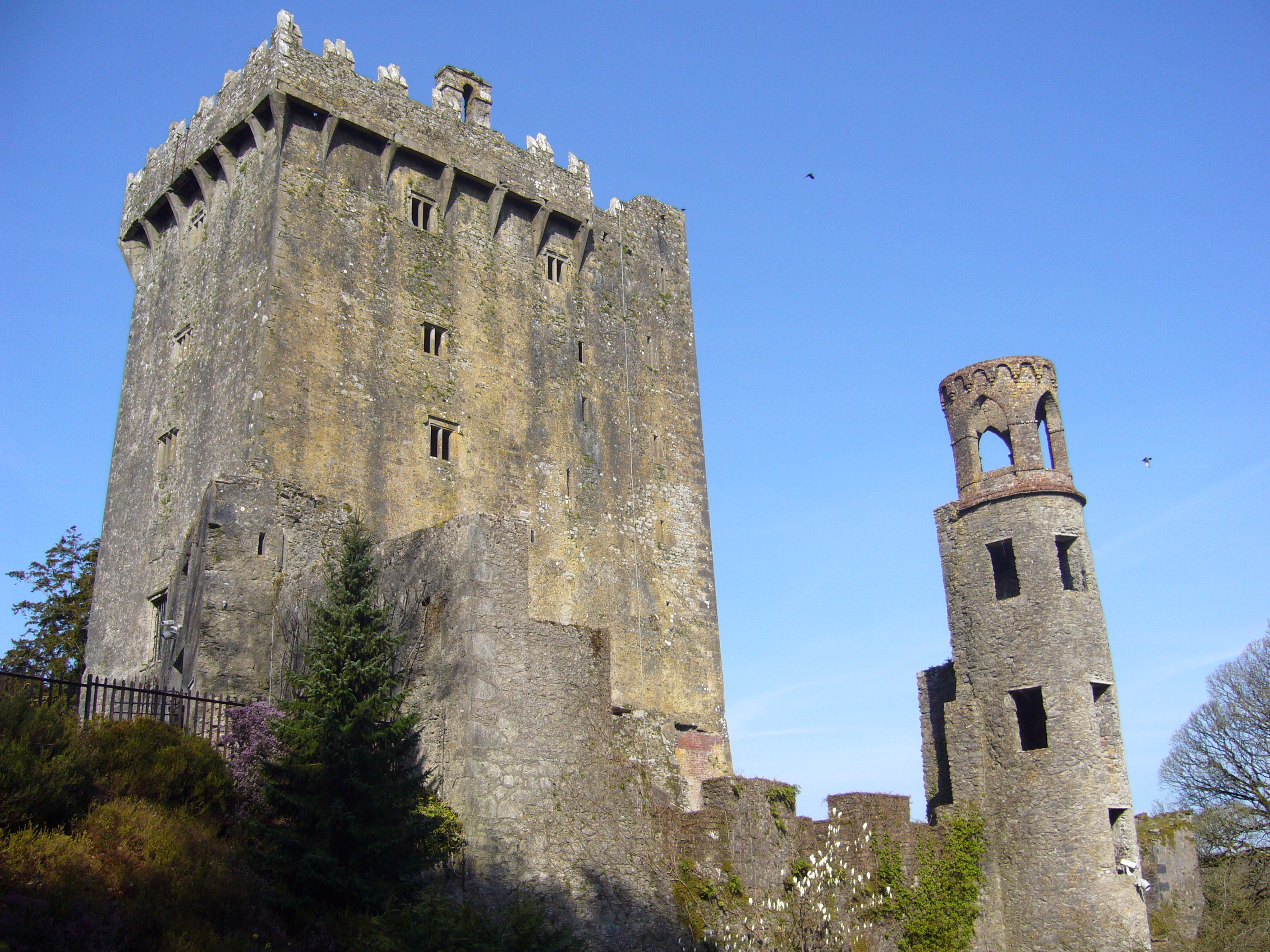
Замок Бларни, расположенный в одноимённой деревне в ирландском графстве Корк

Родители Айлин Коллинз — Джеймс Э. и Роуз Мари Коллинз — были иммигрантами из ирландского графства Корк. У неё есть три родных брата. С детства Айлин проявляла интерес к космическим полётам и сама хотела полететь в космос.
После получения образования она осталась на авиабазе Вэнс и в течение трёх лет обучалась пилотированию на самолёте T-38 «Тэлон», затем перешла на C-141 Starlifter на авиационной базе ВВС «Трэвис», Калифорния. С 1986 по 1989 год обучалась в американской Академии Воздушных сил в Колорадо, где стала доцентом математики и обучалась пилотированию на T-41. В 1989 году Коллинз стала второй из женщин США, проходящей обучение на пилота. Далее, окончив школу лётчика-испытателя Воздушных сил, Айлин получила диплом в классе 89B. Она была отобрана для обучения по программе астронавта в 1990 году.
Коллинз вышла замуж за пилота Пэта Юнгса в 1987 году, у них двое детей.
Имеет лицензию на любительскую радиосвязь, позывной KD5EDS.

## Награды
Коллинз получила медаль минобороны США «За отличную службу», Крест лётных заслуг, медаль «За похвальную службу», медаль «За похвальную службу» с одной «группой дубового листа», медаль «Благодарность Воздушных сил» с одной «группой дубового листа», «Экспедиционную медаль» Вооружённых сил за службу в Гренаде (операция «Urgent Fury»), французский Орден Почётного легиона, медаль НАСА «За выдающееся лидерство» и три медали НАСА «За космический полёт» — 1995, 1997 и 1999 годы, премию «Свободный Дух» и в 2006 году — Национальный космический приз. Её именем назвали астрономическую обсерваторию — «Обсерватория Эйлин М. Коллинз» в колледже Corning Community в штате Нью-Йорк.

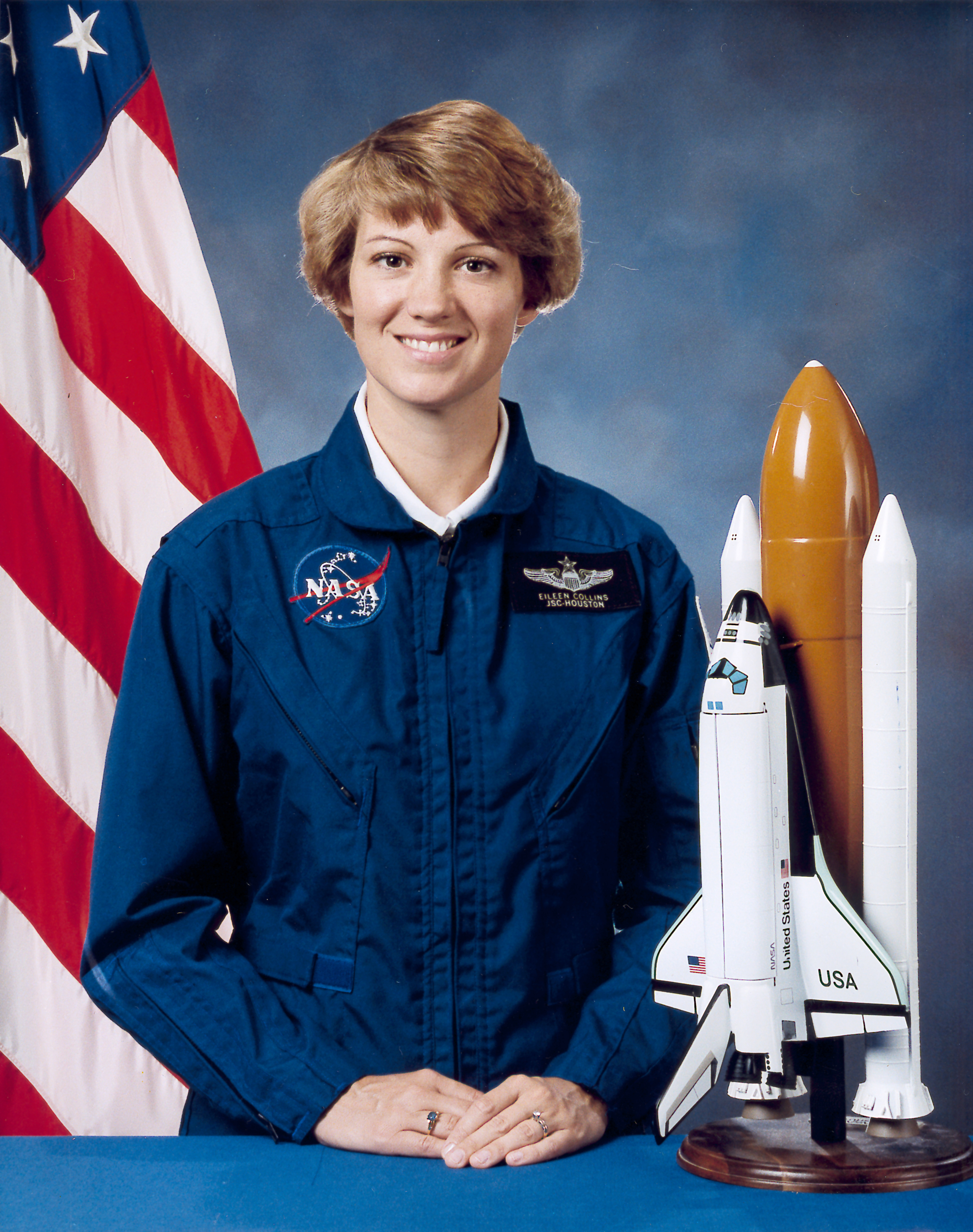
Айлин Коллинз в начале своей карьеры в НАСА

Имя Коллинз занесено в Национальный зал славы женщин. Британская энциклопедия признала её одной из 300 женщин в истории, которые изменили мир.
Именем Коллинз назван Центральный бульвар в Сиракьюс — подъездной путь к здешнему международному аэропорту Хэнкок.
Законодательный орган штата Нью-Йорк принял резолюцию (остающуюся в силе с 9 мая 2006 года), которая затрагивает основные моменты карьеры Коллинз. В документе, в частности, говорится: «Смысл Резолюции — принять во внимание и публично признать существенный вклад тех людей нашего благородного государства, которые отличились своей образцовой карьерой, новаторским духом и целеустремлённостью в жизни». Это заявление сделали сенатор штата Джордж Виннер в государственном Сенате и член местного законодательного органа Томас Ф. О’Мара в Ассамблее.
Колледж города Элмира удостоил Айлин Коллинз почётной степени доктора наук на церемонии, посвящённой 148-летию колледжа 4 июня 2006 года.
Женская комиссия планетария города Адлер наградила Айлин Коллинз Премией космических исследований 7 июня 2006 года.
Университетский колледж Дублина присудил полковнику Коллинз почётную степень доктора наук Национального университета Ирландии 14 июня 2006.
В 2007 году Космический фонд наградил Коллинз Общественной премией поддержки имени Дугласа С. Морроу, которая ежегодно присуждается человеку или организации, внёсшим существенный вклад в популяризацию космонавтики.
Коллинз — также член «Ассоциации Воздушных сил», Ордена «Daedalians», «Женщин — военных лётчиков», американского Космического фонда, американского Института аэронавтики и астронавтики и «Девяносто девять».

## Почётные гости

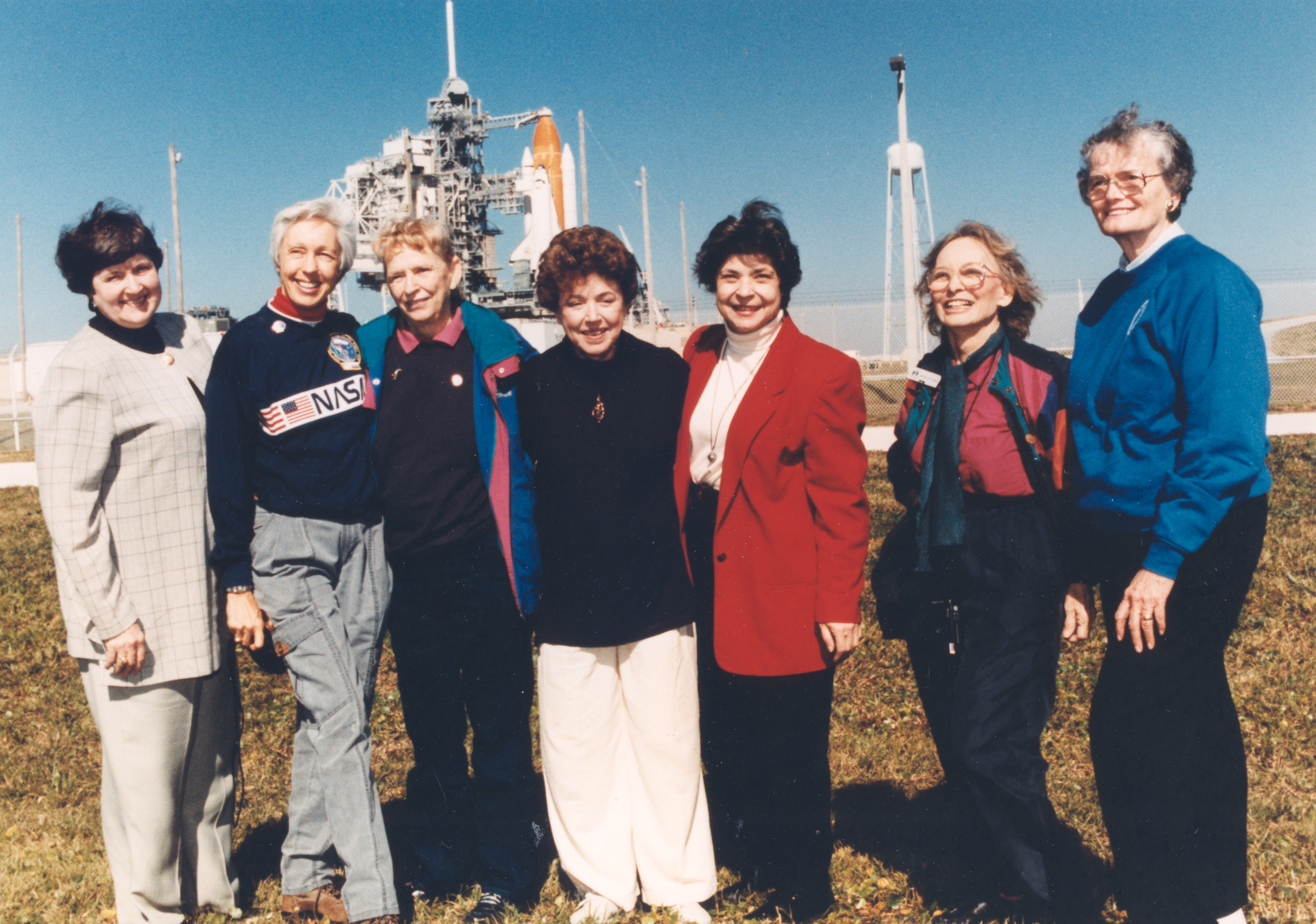
Семеро из «Меркурий 13» на старте STS-63 3 февраля 1995 года

Коллинз пригласила присутствовать на её первом космическом старте STS-63 3 февраля 1995 года (когда она стала первой женщиной, пилотирующей космический корабль) семерых из живущих участниц группы «Меркурий 13».

## В политике

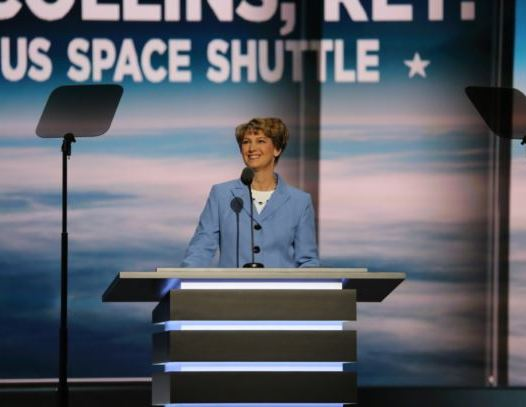
Коллинз выступает на Республиканском национальном съезде в 2016 году

20 июля 2016 года Коллинз выступила на Республиканском национальном съезде в Кливленде, штат Огайо. Высказывались предположения, что она может быть назначена администратором НАСА при президенте Трампе.

## Публикации
- Collins, Eileen M. Through the Glass Ceiling to the Stars: The Story of the First American Woman to Command a Space Mission / Eileen M. Collins, Jonathan H. Ward. — New York : Arcade, 2021. — ISBN 978-1-950994-05-2.